# امانوئل روبلس
امانوئل روبلس (انگلیسی: Emmanuel Roblès; ۴ مهٔ ۱۹۱۴ – ۲۲ فوریهٔ ۱۹۹۵) شاعر، نویسنده، فیلم‌نامه‌نویس، نمایش‌نامه‌نویس، و زندگی‌نامه‌نویس اهل فرانسه بود.
وی همچنین برندهٔ جوایزی همچون جایزه فمینا شده‌است.
- «مونتسرا»